# Gabriele Torelli
Gabriele Torelli (* 26. März 1849 in Neapel; † 7. November 1931 ebenda) war ein italienischer Mathematiker.
Torelli studierte Mathematik in der Schule von Achille Sannia und an der Universität Neapel mit dem Laurea-Abschluss 1867. Danach war er Schullehrer und Lehrer an einem Technischen Institut in Neapel. Ab 1883 war er auch Assistent und Dozent an der Universität. 1891 gewann er den Wettbewerb für den Lehrstuhl für Algebra an der Universität Palermo. 1896 wechselte er auf den Lehrstuhl für Analysis. 1907 wurde er Nachfolger von Ernesto Cesàro Professor für Analysis an der Universität Neapel, was er bis zu seiner Pensionierung 1924 blieb.
Er befasste sich vor allem mit Zahlentheorie und Analysis und schrieb eine Monographie über die Verteilung von Primzahlen.
Er war Mitglied der Akademie der Wissenschaften in Neapel.
Er war der Vater des Mathematikers Ruggiero Torelli.

## Schriften
- Sulla totalità dei numeri primi fino ad un limite assegnato, Neapel 1901